# استوارت تریپ
استوارت تریپ (انگلیسی: Stuart Tripp؛ زادهٔ ۱۳ ژوئن ۱۹۷۰) دوچرخه‌سوار اهل استرالیا است. وی در بازی‌های پارالمپیک تابستانی ۲۰۱۲ و ۲۰۱۶ شرکت کرده است.